# Ottlyk György
Ottlyk György (Felsőozor, 1656 – 1730/1732) Trencsén vármegyei köznemesi család leszármazottja, Thököly Imre ezredese, majd II. Rákóczi Ferenc brigadérosa és főudvarmestere.

## Élete
Trencsén vármegye alispánjának fia, akit 1664-ben a török elleni harc miatt vesztett el. Előbb Körmöcbányán, majd Eperjesen tanult. Anyja újraházasodása után az Ostrosith családnál szolgált. 1683-ban beállt Thököly seregébe, akit még eperjesi tanulmányai idejéből ismert. 1685-ben fogságba esett, de sikerült megszöknie és Kassára ment. A váradi pasa – a szövetségesi kapcsolat ellenére – 1685. október 15-én Thökölyt elfogatta, akit a törökök csak 1686. január 2-án engedték szabadon. Thököly török fogságba kerülése után átállt. Az Aeneas Caprara császári tábornok által befolyásolt Ottlyk a kassai várvédők egy részét a várkapitány, Faygel Péter és a Thököly pártján maradtak ellen fordította. Emiatt Faygel 1685. október 25-én kénytelen volt Kassát a császáriaknak átadni. I. Lipót császár-király ezredeseként részt vett Buda 1686-os visszafoglalásában is. Antonio Caraffa császári tábornok ennek ellenére 1687-ben elfogatta, de sikerült elkerülnie az eperjesi vésztörvényszék halálos ítéletét (felmentették).
A legendás kuruckirály ezredese merész katonaként volt ismert. Már 1703-ban csatlakozott a II. Rákóczi Ferenc indította szabadságharchoz. A vezérlő fejedelemnek a seregében brigadéros lett, és 1704-től kezdve – a szabadságharc végéig – főudvarmestere volt Rákóczinak; 1706-tól pedig a Gazdasági Tanács alelnöke. 1711 februárjában Lengyelországba távozott, de – mint sokan mások – élve a szatmári béke adta lehetőséggel, a békekötés után hamarosan hazatért.
Önéletírása fontos kordokumentum.